# Бетул (округ)
|Часовий пояс = +5:30
Бетул (англ. Betul) — округ в індійському штаті Мадх'я-Прадеш. Адміністративний центр — місто Бетул. Площа округу — 10 043 км². За даними всеіндійського перепису 2001 року населення округу становило 1 395 175 чоловік. Рівень грамотності дорослого населення становив 66,4 %, що вище середньоіндійського рівня (59,5 %). Частка міського населення становила 18,6 %.
21°50′ пн. ш. 77°50′ сх. д. / 21.833° пн. ш. 77.833° сх. д.